# Comunidad de Sant'Egidio

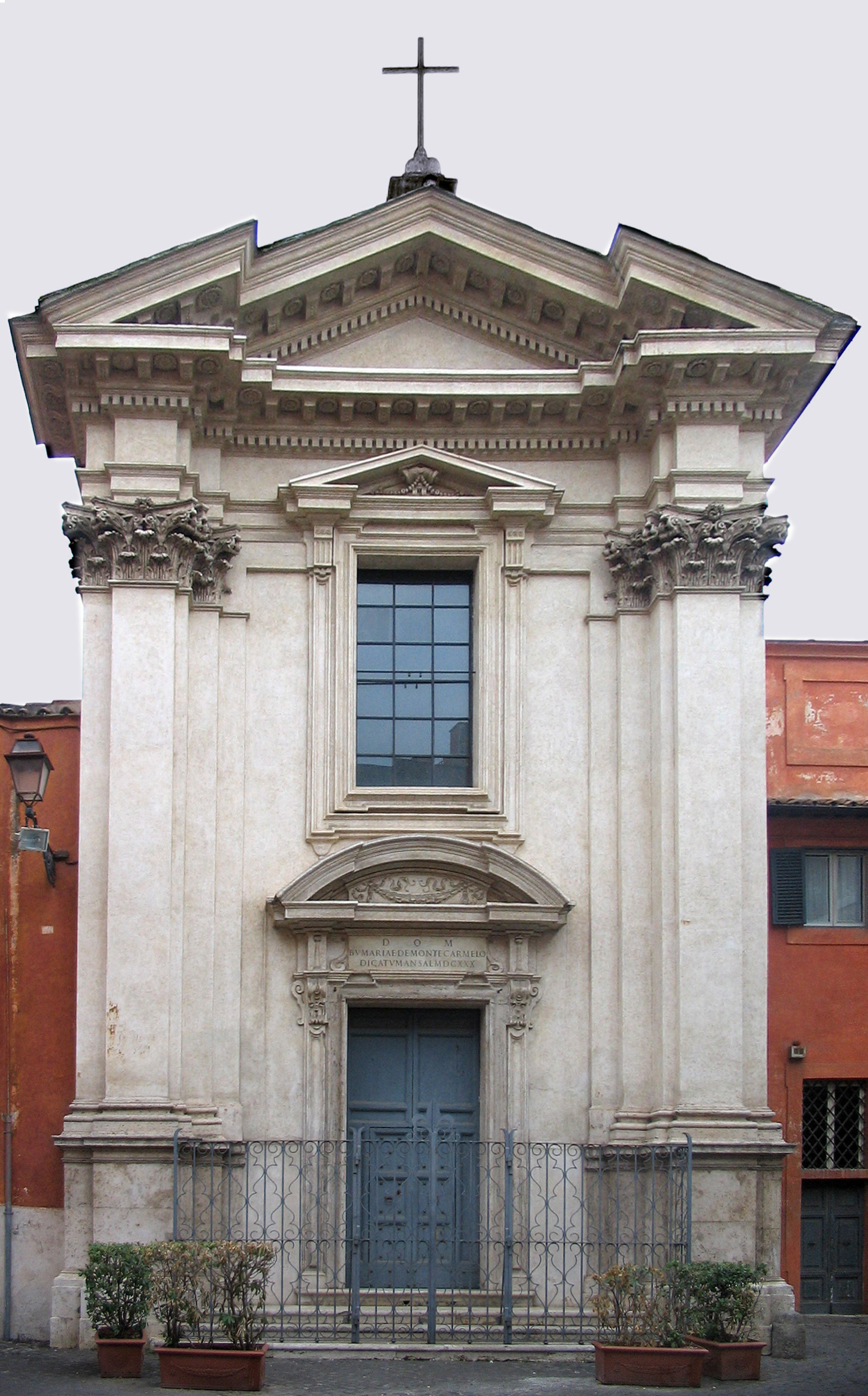
La Iglesia de Sant'Egidio en Roma. Sede de la Comunidad de Sant'Egidio.

La Comunidad de Sant'Egidio, también llamada Comunidad de San Egidio fue fundada por Andrea Riccardi en Roma en 1968, a la luz del Concilio Vaticano II. Es una asociación pública de laicos que se caracteriza por promover encuentros internacionales de oración por la paz con carácter ecuménico. La Comunidad fue reconocida por su lucha contra el VIH/sida, y a favor de la abolición de la pena de muerte. Su actual presidente es el italiano Marco Impagliazzo.

## Conformación de la Comunidad de Sant'Egidio
El historiador italiano Andrea Riccardi, fundador de la Comunidad de Sant'Egidio, la describe como un movimiento de laicos al que pertenecen más de 70 000 miembros, comprometido en la evangelización y en la caridad en Roma, en Italia y en más de setenta países de diferentes continentes.

## Líneas de acción de la Comunidad de Sant'Egidio
La Comunidad se caracteriza por la promoción de encuentros internacionales de oración por la paz con carácter ecuménico.
Este movimiento dirige desde febrero de 2002 el programa DREAM, acrónimo de Drug Resource Enhancement against AIDS and Malnutrition, para buscar una cura para el VIH/sida en África. Actualmente está presente en Mozambique, Malawi, Tanzania, Kenia, República de Guinea, Guinea Bissau, Nigeria, Angola, República Democrática del Congo y Camerún.
En febrero de 2009 había 65 000 personas asistidas, de las cuales, 37 000 seguían la terapia antirretroviral (3500 de ellas niños). Se considera a la Comunidad de Sant'Egidio entre las líderes mundiales sobre VIH/sida, en particular por sus programas desarrollados en África, que propulsan la investigación científica sobre la transmisión madre-hijo de la enfermedad, entre otros temas.
La Comunidad de Sant'Egidio también es partidaria de la abolición de la pena de muerte. En 1998 inició una campaña internacional de recolección de firmas a favor de una moratoria universal de la pena de muerte, destinada a la Organización de las Naciones Unidas. Después de recoger más de cinco millones de firmas, el 18 de diciembre de 2007, la Asamblea General de las Naciones Unidas aprobó la resolución para una moratoria internacional, que se extendería con otras posteriores. La resolución del Parlamento Europeo del 7 de octubre de 2010 sobre el Día Mundial contra la Pena de Muerte alentó la actividad de organizaciones que propugnan la abolición de la pena de muerte, como Sant'Egidio.

El Parlamento Europeo [...] 13. Alienta además las actividades de las organizaciones no gubernamentales que trabajan en favor de la abolición de la pena de muerte, incluidas Hands Off Cain, Amnistía Internacional, Reforma Penal Internacional, la Coalición Mundial contra la Pena de Muerte y la Federación Internacional de Helsinki para los derechos Humanos, Sant'Egidio y Reprieve; acoge favorablemente y respalda las recomendaciones sobre los instrumentos de la UE en la lucha contra la pena capital formuladas en el 12° Foro UE-ONG sobre Derechos Humanos.
Resolución del Parlamento Europeo
del 7 de octubre de 2010, sobre el
Día Mundial contra la Pena de Muerte

Junto con otras organizaciones abolicionistas como Amnistía Internacional, es impulsora del "Día de las Ciudades por la Vida". En 2008, 996 ciudades de 77 países iluminaron un monumento característico para manifestar su rechazo a la pena de muerte. Para combatir el aislamiento de los condenados a muerte, la Comunidad gestiona la correspondencia con más de 1000 condenados a muerte de 55 países del mundo. También se trabaja en la defensa legal de algunos condenados a muerte y en la difusión de campañas urgentes a favor de los condenados a muerte.
En 1990, la Comunidad fue aceptada por el Frente de Liberación de Mozambique (partido gobernante) y la Resistencia Nacional Mozambiqueña como mediador en el conflicto que los involucraba. La Comunidad jugó un papel clave en la firma de los acuerdos de paz general que tuvo lugar en Roma en 1992. También tuvo una labor destacada en otros procesos de paz, como en Kosovo y Guatemala. En el decir de Pedro Escartín Celaya:

La Comunidad de San Egidio [...] ha liberado esclavos en países donde aún existe la esclavitud; ha promovido el diálogo interreligioso, con especial ahínco después de los atentados del 11 de septiembre de 2001; ha iniciado campañas para la abolición de la pena de muerte y contra las minas antipersona; ha ayudado a miles de personas víctimas de las guerras o de catástrofes naturales [...]

## Premios y distinciones

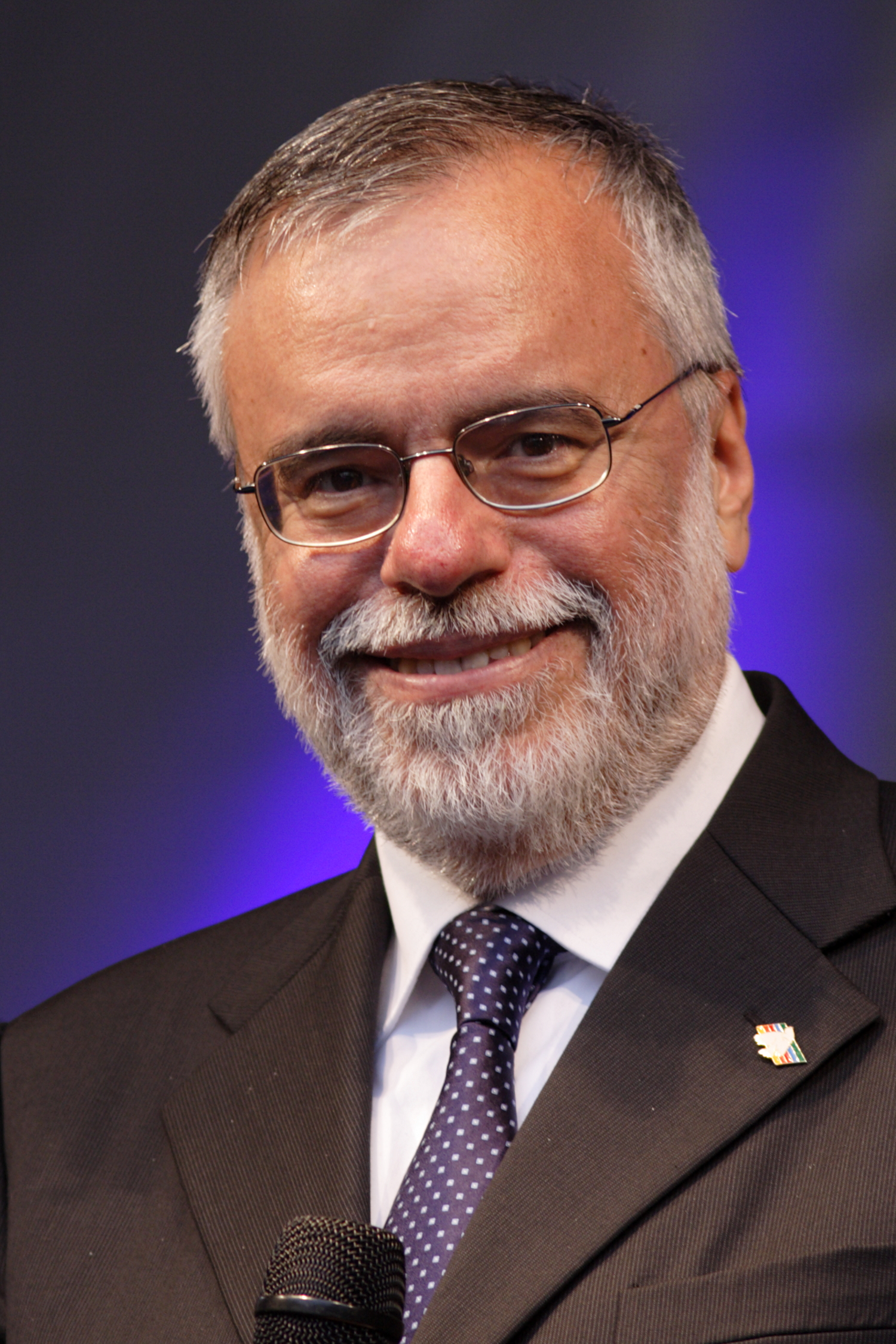
Andrea Riccardi, fundador de la Comunidad de Sant'Egidio, un día antes de recibir el Premio Carlomagno en 2009.

La Comunidad de Sant'Egidio ha recibido numerosos premios y reconocimientos, entre los que se cuentan:
- 1997: World Methodist Peace Award del World Methodist Council.
- 1999: Niwano Peace Prize de la Niwano Peace Foundation.[11]
- 1999: Premio Félix Houphouët-Boigny de la Unesco.[12]
- 2000: reconocimiento oficial del New York City Council por el cumplimiento de los derechos humanos, en concreto por el trabajo contra la pena de muerte.
- 2002: nominado por el Parlamento Italiano para el Premio Nobel por la Paz.[6]
- 2004: Premio Balzan por la humanización, la paz y la concordia entre los pueblos.[13]
- 2009: Premio Carlomagno en reconocimiento a Andrea Riccardi, fundador de la Comunidad, por su defensa de valores como la humanidad y la solidaridad.[14]